# Постников, Леонид Андреевич
Леонид Андреевич Постников (1927 — 1998) — начальник Высшей Краснознамённой школы КГБ СССР имени Ф. Э. Дзержинского, генерал-лейтенант.

## Биография
В органах государственной безопасности с сентября 1952 в должности оперуполномоченного Гривского районного отдела МГБ Латвийской ССР, затем старший оперуполномоченный 2-го отдела УКГБ по Белгородской области. В 1955 направлен на учёбу в Ввысшую школу КГБ, которую окончил в 1959, с ноября 1962 учился там же в аспирантуре, после окончания которой преподаватель, затем старший преподаватель специальной кафедры № 1 с сентября 1965 до 1969. Потом становится начальником учебного отдела, а с января 1987 по октябрь 1991 являлся начальником Высшей Краснознамённой школы КГБ СССР имени Ф. Э. Дзержинского. Похоронен в Москве на Троекуровском кладбище.

### Звания
- генерал-лейтенант.

### Награды
Награждён орденами Отечественной войны I степени, двумя орденами Красной Звезды, нагрудным знаком «Почётный сотрудник госбезопасности» (26 мая 1974), 11 медалями. Из иностранных наград имеются медали НРБ и ПНР.

## Публикации
- Постников Л. А. Краткий очерк истории Высшей школы КГБ СССР имени Ф. Э. Дзержинского. Типография Высшей ордена Октябрьской Революции Краснознамённой школы КГБ СССР имени Ф. Э. Дзержинского, 1990.